# Habitatge al carrer del Pont, 10 (Manlleu)
L'Habitatge al carrer del Pont, 10 era una obra noucentista de Manlleu (Osona) inclosa a l'Inventari del Patrimoni Arquitectònic de Catalunya.

## Descripció
Edifici de planta baixa i dos pisos. A la planta baixa s'hi obren tres portes de testeres rectes, de les quals la central correspon a l'entrada principal de la casa. Al primer pis o principal s'hi obren dues finestres comunicades per una balconada, amb barana de ferro forjat treballat, que abasta tota l'amplada de la balconada. Al segon i l'últim pis, s'hi obren dos balcons situats simètricament sobre dels del primer pis. Entre balcó i balcó hi ha una placa de pedra on hi ha gravada la data de construcció (1924). Les llindes i la part superior dels brancals de les finetres-balcó estan decorades amb uns sanefa de flors esculpida en baix relleu i al centre de la llinda, un mosaic de petites tessel·les de colors formant un dibuix geomètric. Aquestes zones decorades estan unides per una franja d'estuc de dos colors que va de cap a cap de la façana. La teulada acaba amb un ràfec inclinat format per llates de fusta policromada i tessel·les de colors.
Al centre de la balconada del pis principal hi ha les inicials JS treballades en ferro forjat.
La façana presenta quatre escenes esgrafiades, que representen una exaltació de la natura. A la part superior esquerra hi ha un nen menjant el raïm que recull d'una parra; a l'escena superior dreta, un nen contempla un ocell posat sobre una branca que té a la mà; a la l'escena inferior esquerra hi ha un nen amb una aixada i una falç, i a l'escena inferior dreta es representa un nen caçador, amb arcs i fletxes.

## Història
Correspon a les cases construïdes per mestres d'obres i encarregades pels industrials que segueixen l'estructura de les cases dels segles XVI-XVIII:planta baixa de garatge i magatzem, amb l'habiatage al primer pis, amb una sala principal, i el segon pis on hi ha les habitacions.